# Fin de siglo (película)
Fin de siglo es una película dramática argentina dirigida por Lucio Castro sobre su propio guion. Fue protagonizada por Juan Barberini y Ramón Pujol.
La cinta fue estrenada mundialmente el 6 de febrero de 2020 en la 21.° edición del BAFICI donde ganó el premio principal de la Competencia Argentina.

## Sinopsis
Dos hombres se encuentran en Barcelona y, tras una sesión de sexo y una charla amistosa, ambos se dan cuenta de que no es la primera vez que se han visto.

## Reparto
Participaron en el filme los siguientes intérpretes:
- Juan Barberini...	Ocho
- Ramón Pujol...	Javi
- Mía Maestro...	Sonia
- Mariano Lopez Seoane...	Transeúnte
- Helen Celia Castro-Wood...	Oona

## Comentarios
Paula Vázquez Prieto en La Nación escribió:”

”… Ligera y geométrica, su puesta en escena recuerda la de los directores de juventudes y ciudades como Eric Rohmer, que mostraba el movimiento de sus personajes en el espacio, libres para el azar y agitados por el destino…. Ese encuentro con Javi (Ramón Pujol) será la puerta a inesperadas confesiones, a un ejercicio de memoria que convierte toda posible epifanía en virtud cinematográfica… se atreve a conjugar el sexo, la soledad y la responsabilidad de ser padre en charlas al pasar, vividas a lo largo de 20 años, en ese extraño pasaje entre un mundo abierto de posibilidades y el devenir que exigen todas las decisiones. Aún en el peso literario de las conversaciones, en las citas a la pintura y las referencias al arte, sus personajes encuentran su única presencia en cámara, en el rumbo que emprenden más allá de nuestros ojos.

Juan Pablo Cinelli  en Página 12 escribió:”

”…ofrece un inesperado juego de superposición de planos temporales para contar una historia de amor que se multiplica de forma casi cuántica sobre un lapso de 20 años. …Castro no se detiene a explicarle al espectador el modo en el que las líneas cronológicas del relato son manipuladas a medida que este avanza, de modo tal que la narración va siendo formulada en forma de permanente desafío. Como si se tratara de un laberinto de tiempo que cada uno debe aprender a resolver, del mismo modo en que deberán hacerlo (o no) los personajes…es… la historia de las posibilidades que ese romance tuvo o hubiera podido tener con solo alterar de forma mínima el movimiento de alguna de sus piezas. Algo así como el efecto mariposa aplicado a una historia de amor entre chicos con la que no es difícil empatizar.”

## Premios y nominaciones
La película recibió los siguientes premios y nominaciones:
Buenos Aires Festival Internacional de Cine Independiente 2019
- Fin de siglo, ganadora del Premio a la Mejor Película Argentina

Chéries-Chéris 2019
- Fin de siglo ganadora del Premio del Jurado a la Mejor Película
- Fin de siglo, nominada al Gran Premio Prize Chéries-Chéris a la Mejor Película

Festival Checo de Cine Gay y Lesbiana  2019
- Fin de siglo, nominada al Gran Premio del Jurado a la Mejor Película en competición.

Festival Internacional Frameline de Cine LGBTQ  2019
- Fin de siglo ganadora del Premio del Jurado a la Mejor Película

GALECAAsociación de Críticos del Espectáculo LGBTQ  2020
- Fin de siglo, nominada al Premio Dorian a la Película 	LGBTQ del año.

Gay & Lesbian Alliance Against Defamation GLAAD, Premios 2020
- Fin de siglo, nominada al Premio a la Película Sobresaliente de distribución limitada

Asociación Internacional de Cinefilia AIC 2020
- Lucio Castro nominado al Premio AIC a la Mejor Primera Película

Festival de cine LGBT de Los Ángeles (L.A. Outfest) 2019
- Juan Barberini, Mía Maestro y Juan Pujol, ganadores de la Mención Honorable del Gran Jurado por su sobresaliente actuación en una narración internacional.
- Lucio Castro nominado al Premio Sirena (Mermaid Award)

Festival de Cine de Turín 2019
- Fin de siglo nominada al Premio de la Ciudad de Turín a la Mejor Película

Festival Internacional de Cine de Valladolid 2019
- Lucio Castro nominado al Premio Espiga Arcoíris